# Magdalena Bushart
Magdalena Bushart (* 1957) ist eine deutsche Kunsthistorikerin. Sie lehrt und forscht an der Technischen Universität Berlin.

## Leben
Magdalena Bushart ist eine Tochter des Kunsthistorikers Bruno Bushart. Nach dem Studium der Kunstgeschichte, Archäologie und Theaterwissenschaft an der Freien Universität Berlin (FU Berlin), an der Universität Wien und am Courtauld Institute und der Promotion 1989 an der FU Berlin war sie von 1990 bis 1992 Museumsassistentin in Fortbildung an den Staatlichen Museen zu Berlin. Von 1992 bis 1999 war sie wissenschaftliche Assistentin am Lehrstuhl für Kunstgeschichte der Technischen Universität München und (ab 1997) am Institut für Kunstwissenschaft der Technischen Universität Berlin. Nach der Habilitation 2002 an der Fakultät für Architektur der TU München war sie von 2002 bis 2006 wissenschaftliche Mitarbeiterin, dann Gastprofessorin an der TU Berlin. Von 2006 bis 2008 lehrte sie als Professorin am Kunsthistorischen Institut der Universität Stuttgart (Institutsleitung). Seit 2008 ist sie Professorin am Institut für Geschichte und Kunstgeschichte der TU Berlin.
Ihre Forschungsschwerpunkte sind Kunsttheorie und -kritik der klassischen Moderne, die Bildkünste – insbesondere die Malerei und Grafik – der Frühen Neuzeit in Deutschland und die Bildhauerei im 20. Jahrhundert. Gemeinsam mit Henrike Haug hat sie 2011 an der TU Berlin das Projekt Interdependenzen. Künste und ihre Techniken initiiert, das der Rolle künstlerischer Materialien und Techniken im Formfindungsprozess aus unterschiedlichen Perspektiven nachgeht. Die Beiträge der sechs im Rahmen des Interdependenzen-Projekts durchgeführten internationalen Konferenzen sind als Tagungsbände erschienen.
Seit 2021 ist Magdalena Bushart Sprecherin der DFG-Forschungsgruppe Dimensionen der techne in den Künsten. Erscheinungsweisen – Ordnungen – Narrative. Anlässlich ihres 65. Geburtstags 2022 erscheint ein „Festschrift-Blog“ mit wissenschaftlichen Beiträgen von Kollegen und Wegbegleitern und einer vollständigen Liste aller Publikationen von Magdalena Bushart.

## Schriften (Auswahl)
- Der Geist der Gotik und die expressionistische Kunst. Kunstgeschichte und Kunsttheorie 1911–1925. München 1990, ISBN 3-88960-018-2.
- Sehen und Erkennen. Albrecht Altdorfers religiöse Bilder. München 2004, ISBN 3-422-06455-9.
- Kunstgeschichte in den besetzten Gebieten. Hrsg. von Magdalena Bushart, Agnieszka Gąsior Alena Janatková (Brüche und Kontinuitäten; Bd. 2). Köln 2016, ISBN 978-3-412-50235-5
- Die Farbe Grau. Hrsg. von Magdalena Bushart und Gregor Wedekind (Phoenix. Mainzer kunstwissenschaftliche Bibliothek 1). Berlin/Boston 2016, ISBN 978-3-11-037279-3